# Kleine tuinmaskerbij
De kleine tuinmaskerbij (Hylaeus pictipes) is een vliesvleugelig insect uit de familie Colletidae. De wetenschappelijke naam van de soort is voor het eerst geldig gepubliceerd in 1852 door Nylander.